# Artturi Rope
Arthur (Artturi) Rope (eigenlijk Arthur Robertson, in 1935 veranderde hij de naam in Rope; Ruokolahti, 28 mei 1903 – Helsinki, 23 maart 1976) was een Fins componist, muziekpedagoog, dirigent, pianist en baritonist.

## Levensloop
Rope studeerde aan het Muziekinstituut Helsinki van 1922 tot 1930. Hij werd lid van de Lappeenrannan sotilassoittokunta (Lappeenranta Militairkapel). Zijn diploma als militaire kapelmeester behaalde hij in 1934. Van 1934 tot  1953 was hij dirigent van de Suomen Valkoisen Kaartin rykmentin soittokunta (Militaire kapel van het regiment van de Finse witte garde) en later in dezelfde functie bij het Helsingin Varuskuntasoittokunta (Helsinki Garnizoen kapel).
Van 1944 tot 1976 was hij docent en professor aan de Sibeliusacademie in Helsinki.
Hij bewerkte en componeerde meer dan 500 werken, de meeste voor zijn militaire kapellen, waaronder ook de symfonieën van Jean Sibelius en de 4e, 5e en 6e van Pjotr Iljitsj Tsjaikovski. Hij schreef vooral veel mars- en dansmuziek. Hij schreef ook een grote theoretische afhandeling over de transcriptie voor militaire kapellen en harmonieorkesten en hij zette zich in voor een geregelde en gefundeerde opleiding van de kapelmeesters en dirigenten van militaire alsook civiele blaasorkesten. 

## Composities voor harmonieorkest
- Hämeen Ratsujääkäripataljoonan kunniamarssi
- Kaartin Jääkärirykmentin kunniamarssi
- Kaartin muistoja (mars)
- Kaartin pataljoonan kunniamarssi
- Karjalan Jääkärien marssi (Puolustusvoimain aamu- ja iltasoitto)
- Karjalan Prikaatin kunniamarssi
- Koljonvirran marssi (Pioneerirykmentin ja Pioneerikoulun kunniamarssi)
- Marsalkan hopeatorvet (fanfare)
- Meidän poikamme (mars)
- Parolan marssi
- Porin Prikaatin kunniamarssi